# Сенюк Богдан Олегович
Богдан Олегович Сенюк (позивний «Багдад»; 15 березня 2001, м. Івано-Франківськ — 7 серпня 2023, лівий берег Дніпра, Херсонська область) — український пластун, військовослужбовець, солдат Збройних сил України, учасник російсько-української війни. Почесний громадянин міста Тернополя (2023, посмертно).

## Життєпис
Богдан Сенюк народився 15 березня 2001 року в Івано-Франківську.
Згодом разом із сім'єю переїхав до Тернополя.
Закінчив історичний факультет Львівського національного університету імені Івана Франка. Дипломну роботу захищав у Сєвєродонецьку.
Від 2012 — у Пласті. Гуртковий «Тамплієрів» 13-го куреня ім. Олекси Довбуша в Тернополі. Учасник акцій та мандрівок, зокрема «Стежками Героїв» та «День пластуна».
Член ГО «Традиція та порядок».
З початком широкомасштабного російського вторгнення в Україну — на фронті. Служив кулеметником тактичної групи «Реванш», разом з якою брав участь у боях за Київщину, Бахмут, Сєвєродонецьк та Херсонщину. Мав легку контузію.
У жовтні 2022 року перевівся в інший спецпідрозділ.
Загинув 7 серпня 2023 року під час виконання бойового завдання на лівому березі Дніпра (Херсонщина). Разом із побратимами брав участь у форсуванні Дніпра, захопленні та розчищенні плацдарму в Козачих Лагерях Херсонської області. Успішно виконавши поставлену задачу, вони повертались назад і натрапили на водне мінне поле. Човен, у якому він плив із побратимами, підірвався на міні .
Похований 21 серпня 2023 року на Пантеоні Героїв Микулинецького цвинтаря м. Тернополя .
24 лютого 2025  року на фасаді домівки Тернопільського Пласту відкрили меморіальні дошки п’ятьом полеглим Героям-пластунам Богдану Сенюку, Сергію Коновалу, Миколі Погорілому, Віктору Гурняку, Віталію Дереху.

## Нагороди та відзнаки
- почесний громадянин міста Тернополя (21 серпня 2023, посмертно) — за вагомий особистий внесок у становленні української державності та особисту мужність і героїзм, виявлені у захисті державного суверенітету та територіальної цілісності України[5];
- відзнака Головного управління розвідки Міністерства оборони України (13 березня 2023) — за бойові заслуги[1].